# (126780) Ivovasiljev
(126780) Ivovasiljev est un astéroïde de la ceinture principale.

## Description
(126780) Ivovasiljev est un astéroïde de la ceinture principale. Il fut découvert le 10 mars 2002 à l'Observatoire Kleť par le relevé KLENOT. Il présente une orbite caractérisée par un demi-grand axe de 3,06 UA, une excentricité de 0,11 et une inclinaison de 1,4° par rapport à l'écliptique.